# Клавдия Еланская (судно)
«Кла́вдия Ела́нская» — морской двухпалубный пассажирский теплоход улучшенного ледового класса «Мария Ермолова», был построен по советскому заказу на верфи Brodogradilište «Tito» в Кралевице (Югославия) 18 января 1977 года. Назван в честь народной артистки СССР Клавдии Николаевны Еланской.

## История
В 1970-х годах в Югославии для СССР была построена серия из восьми пассажирских теплоходов ледового класса Мария Ермолова, проект 1454. Три судна были приписаны к порту Мурманск, остальные к порту Владивосток.

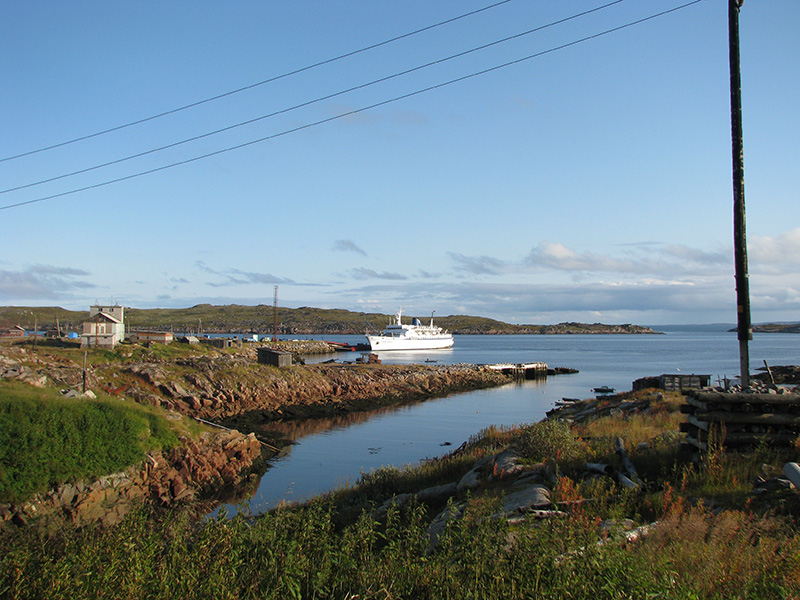
«Клавдия Еланская» в Гремихе, 2008 год

Теплоход «Клавдия Еланская» работал на пассажирских маршрутах в Баренцевом и Белом морях, ходил к берегам Земли Франца-Иосифа, Новой Земли и Антарктиды. Возил туристов на Соловецкие острова, в Норвегию, Данию, Финляндию, Германию, Францию, доставлял шахтёров на Шпицберген и советских военных специалистов на Кубу.
По состоянию на 2024 год «Клавдия Еланская» продолжает работать на пассажирской морской линии вдоль побережья Кольского полуострова, связывая с Мурманском труднодоступные населённые пункты Островной, Чапома, Чаваньга, Тетрино и Сосновка.
26 марта 2021 года вышел из порта Архангельск, где с 28 января теплоход проходил ремонт в плавдоке М-32 судоремонтного завода Красная кузница.
С 16 марта по 4 апреля 2024 года находился на ремонте. Перевозки заменяли вертолётными рейсами.

## Происшествия

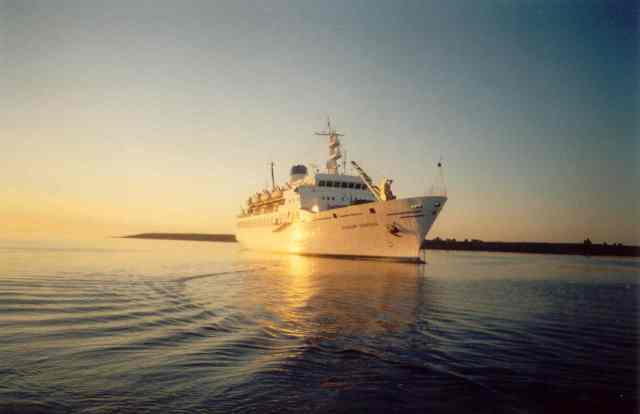
«Клавдия Еланская» в устье реки Стрельна, 2017 год

- На «Клавдии Еланской» несколько раз принимали роды. Дважды в 2001 году и один раз в 2008.[12][13]
- В апреле 2009 года с борта теплохода пропал пассажир[14][15].